# 소여 스윗튼
소여 스윗튼(Sawyer Storm Sweeten, 1995년 5월 12일 ~ 2015년 4월 23일)은 미국의 배우, 영화배우, 텔레비전 배우이다.
브라운우드에서 태어났으며 오스틴에서 사망하였다. 사인은 총상이다.

## 영화
- 헬로우 프랭크 (2002년)
- 내 사랑 레이몬드 (1996년) - 제프리 바론 역